# Font de la Capella
La font de la Capella, també anomenada La Fonteta, és una antiga font situada en el camí que va del barri de la Capella fins a la casa Llarga, al sector d'Ordal, al municipi de Subirats (Alt Penedès).
Està ubicada enmig d'un bosc de plataners, dins d'una gruta artificial, amb el sostre cobert amb una volta de totxo i pedra, amb pedres que simulen estalactites. La font rajava d'una pica de pedra des del sortint d'una roca. Està presidida per la imatge de la Mare de Déu de Lorda. A banda i banda hi ha bancs de pedra adossats a les parets de la gruta. Sembla que entre els bancs hi havia una gran taula de pedra, ara inexistent. El recinte està tancat amb una reixa de ferro.
La imatge de la Mare de Déu de Lorda, que es venera a l'interior de la gruta de la font, se sap que es trobava ja en aquest indret abans de 1936, any en què va desaparèixer i on més tard fou reinstal·lada de nou, segurament per alguna persona que la va amagar durant la Guerra Civil.